# Julius von Pflugk

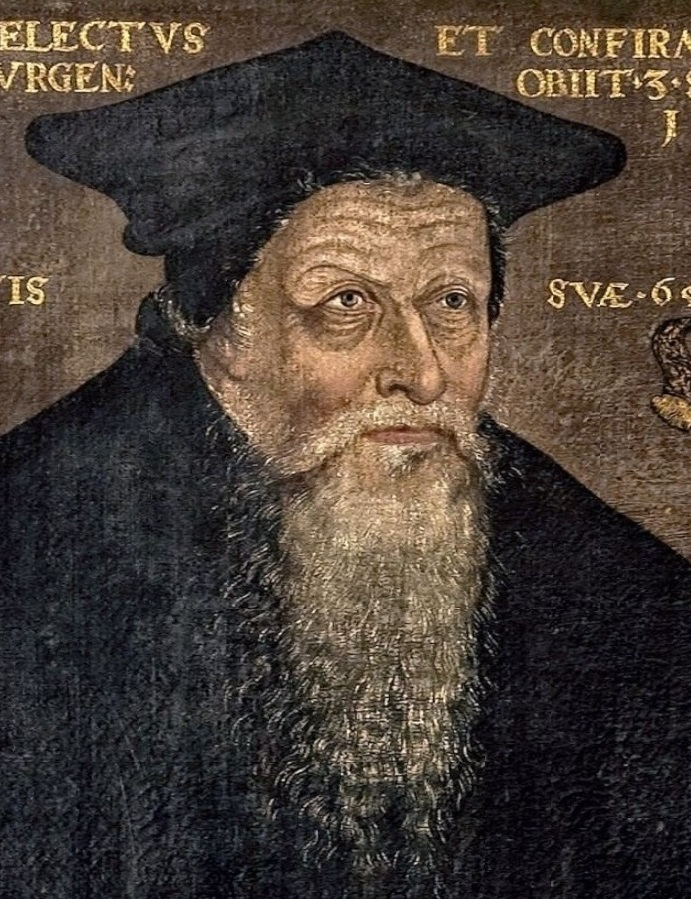
Julius von Pflugk.

Julius von Pflugk (eller Pflug), född 1499 i Eythra (platsen för dagens Zwenkauer See i Leipzig), död 3 september 1564 i Zeitz, var den siste romersk-katolske biskopen av Naumburg an der Saale från 1542 till sin död. Han kunde dock inte tillträda episkopatet förrän 1547, efter Schmalkaldiska kriget. 
Pflugk war till att börja med positiv till kommunion under båda gestalterna och prästäktenskap och förespråkade en allmän moralisk reform. Han deltog i religionssamtalen i Leipzig 1534 och i Regensburg 1541 (Regensburgska interim).
Politiska omständigheter och problemen i samband med biskopsvalet (motstånd från kurfursten av Sachsen, som istället insatte Nicolaus von Amsdorf på posten) gjorde honom till en bitter opponent i förhållande till reformationen. Han var en prominent figur i de förhandlingar som resulterade i det Augsburgska interim.